# Gretton (Northamptonshire)
Gretton es un pueblo y una parroquia civil del distrito de Corby, en el condado de Northamptonshire (Inglaterra). Está ubicado al norte de la villa de Corby y cerca de un kilómetro al este del límite de Northamptonshire con Rutland.

## Demografía
Según el censo de 2001, Gretton tenía 1240 habitantes (612 varones y 628 mujeres). 244 (19,68%) de ellos eran menores de 16 años, 912 (73,55%) tenían entre 16 y 74, y 84 (6,77%) eran mayores de 74. La media de edad era de 39,63 años. De los 996 habitantes de 16 o más años, 247 (24,8%) estaban solteros, 614 (61,65%) casados, y 135 (13,55%) divorciados o viudos. 651 habitantes eran económicamente activos, 639 de ellos (98,16%) empleados y otros 12 (1,84%) desempleados. Había 12 hogares sin ocupar, 482 con residentes y 5 eran alojamientos vacacionales o segundas residencias.
| 675                         | 608 | 687 | 762 | 859 | 934 | - | - | 835 | 802 | 777 | 771 | 702 | 704 | - | 1036 | 888 |
| (Fuente: Vision of Britain) |     |     |     |     |     |   |   |     |     |     |     |     |     |   |      |     |